# Maria Bonnevie
Pour les articles homonymes, voir Bonnevie.
Maria Bonnevie, née le 26 septembre 1973 à Västerås (Suède), est une actrice norvégo-suédoise.

## Biographie
Fille de l'actrice norvégienne Jannik Bonnevie et de l'acteur suédois Per Waldvik, Maria Bonnevie est diplômée de la Stockholm Scenskola (1997). Son premier rôle au théâtre a été dans la pièce de Hrafn Grunnlaugson Le Viking blanc (Den hvite viking).
En 1997, elle débute sur la scène théâtrale suédoise Dramaten dans la pièce Yvonne d'Ingmar Bergman.
Elle débute au cinéma en 1991 dans Kvitebjørn Kong Valemon de Ola Solum. C'est le film de Bille August Jerusalem qui la fait connaître en 1997. Elle a ensuite joué dans, notamment, Insomnia (1997), Øyenstikker (2001) et Syndare i Sommarsol (2001). En 2012, elle joue la Comtesse Isolde dans Belle du Seigneur, d'après le roman d'Albert Cohen, aux côtés de Jonathan Rhys-Meyers, Natalia Vodianova et Ed Stoppard. Le film sort le 29 novembre en Russie et au printemps 2013 en France.
Elle reçoit le prix Amanda de la meilleure actrice en 2002.
Elle reçoit le prix de la meilleure actrice étrangère au Festival des films du monde de Montréal pour le film Jeg er Dina (2002), tiré des romans de Herbjørg Wassmo et dans lequel Gérard Depardieu a aussi joué et le costumier français Dominique Borg réalisé les costumes.

### Vie privée
Elle a été mariée avec Mikael Persbrandt de 1998 à 2005, puis avec Fredrik Skavlan depuis 2006.

## Filmographie
- 1991 : Kvitebjørn Kong Valemon de Ola Solum : princesse
- 1991 : Le Viking blanc (Hvíti víkingurinn) de Hrafn Gunnlaugsson : Embla
- 1993 : Telegrafisten de Erik Gustavson: Pernille
- 1996 : Jerusalem de Bille August : Gertrud
- 1997 : Insomnia de Erik Skjoldbjærg : Ane
- 1999 : Tsatsiki, morsan och polisen de Ella Lemhagen : Elin
- 1999 : Le 13e Guerrier (The 13th Warrior) de John McTiernan : Olga, la servante
- 2001 : Syndare i sommarsol de Daniel Alfredson : Evelyn
- 2001 : Øyenstikker de Marius Holst : Maria
- 2001 : Hr. Boe & Co.'s Anxiety de Christoffer Boe : Xenia
- 2002 : Dina de Ole Bornedal : Dina
- 2002 : Himmelfall de Gunnar Vikene : Juni
- 2003 : Reconstruction de Christoffer Boe : Simone/Aimée
- 2003 : Mamma, pappa, barn de Kjell-Åke Andersson : Rebecka
- 2003 : I Am David de Paul Feig : la mère de David
- 2004 : Tre solar de Richard Hobert : Emma
- 2004 : Hotet de Kjell Sundvall : Inger Brunell
- 2004 : Dag och natt de Simon Staho : Sarah
- 2006 : Le Bannissement d'Andreï Zviaguintsev : Véra
- 2008 : Det som ingen ved de Søren Kragh-Jacobsen : Ursula
- 2012 : Belle du Seigneur de Glenio Bonder : Isolde
- 2014 : A Second Chance de Susanne Bier : Anna
- 2015 : The Shamer de Kenneth Kainz (VF : Marine Tuja) : Melussina Tonerre
- 2020 : Drunk (Druk) de Thomas Vinterberg : Anika